# Seguimiento médico
El seguimiento médico es un proceso de atención sanitario que continúa a otra intervención diagnóstica o terapéutica, con el objetivo de finalizar el episodio de atención iniciado para conseguir su completa recuperación, o de mantener un estado de salud satisfactorio en enfermedades crónicas.

## Características

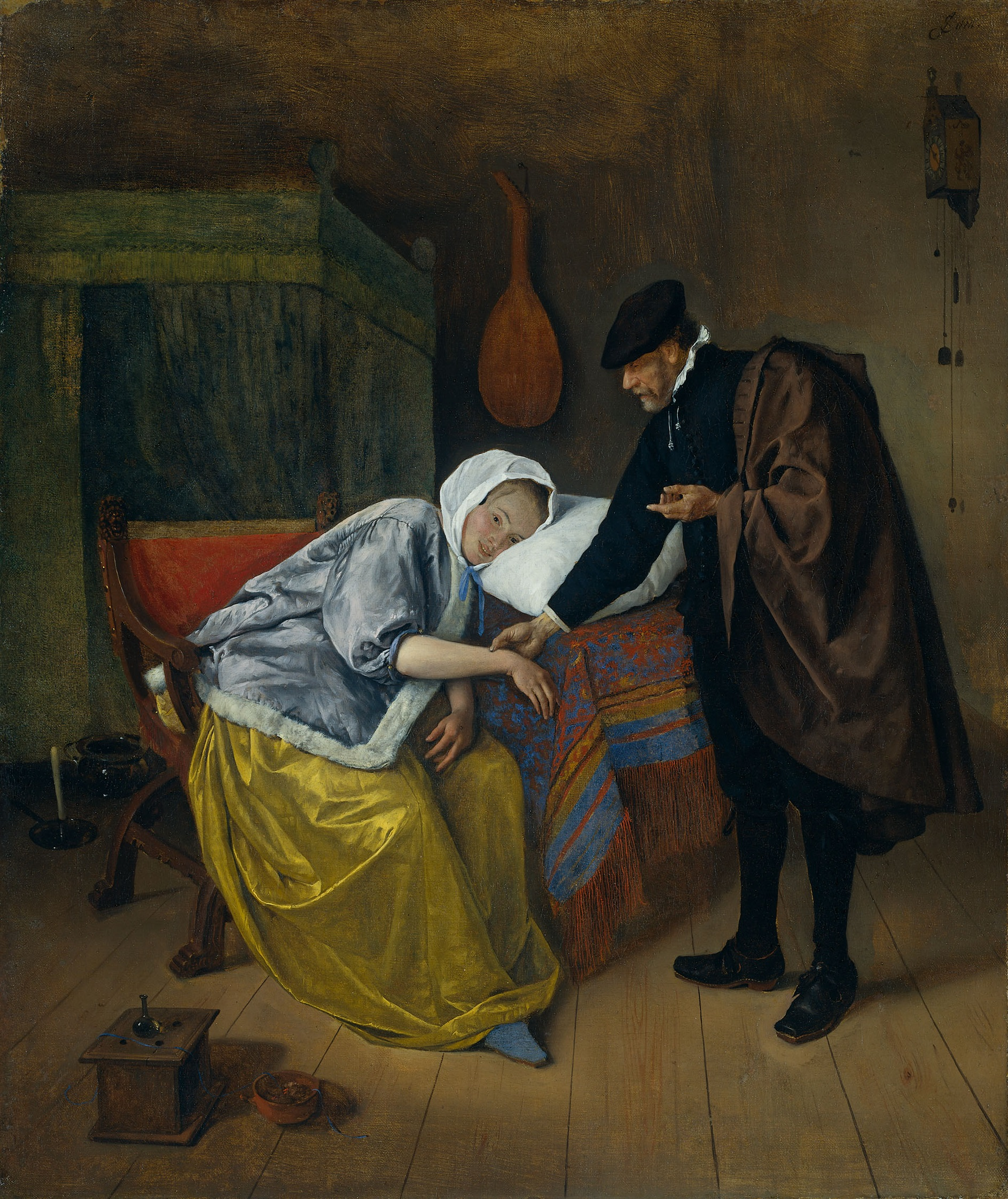
"El médico y su paciente", de Jan Havicksz Steen.

El seguimiento lo puede realizar el mismo médico o equipo sanitario que ha iniciado el episodio de atención, o derivarlo a otro más próximo a la residencia del paciente. Se aplica tanto en atención primaria (centro de salud, domilio del paciente), como en atención especializada (consultas externas, ambulatorios, hospitales de crónicos).
Durante el seguimiento el paciente también recibe actividades médicas preventivas, diagnósticas, terapéuticas o rehabilitadoras para comprobar y favorecer que haya una evolución correcta. También sirve para detectar nuevos problemas de salud, o complicaciones durante el curso de la atención.
Las características del seguimiento médico son muy variables, y dependen tanto de la intervención inicial aplicada, como de la situación del paciente en cada momento. También influye la historia natural de la enfermedad, así como los recursos sanitarios humanos y materiales disponibles. Es clave la relación médico-paciente, este debe comunicar los síntomas que padece así como sus expectativas, dudas o problemas que vayan surgiendo. El médico, y en general todos los profesionales sanitarios, deben atender clínicamente al paciente, pero también es su obligación asesorarle y responder a sus necesidades físicas, psicológicas y sociales en función de sus recursos y formación.  
Según el tipo de problema de salud atendido, el seguimiento puede ser individualizado (ejemplo: curas postquirúrgicas, controles analíticos, ajustes farmacoterapéuticos) o colectivo (ejemplo: terapias de grupo, preparación al parto, etc) para favorecer la reinserción del paciente en su vida familiar, social y profesional.
El paciente es informado sobre el curso evolutivo esperado de su enfermedad y de su pronóstico, con el afán de que sea el protagonista de las decisiones sanitarias críticas para que las tome directamente o que delegue en su médico o en otra persona. Ejemplo: aceptar una intervención quirúrgica o no, o una prueba complementaria, o un tratamiento farmacológico, o actividades de rehabilitación, etc.